# العلاقات السيراليونية المالطية
العلاقات السيراليونية المالطية هي العلاقات الثنائية التي تجمع بين سيراليون ومالطا.

## مقارنة بين البلدين
هذه مقارنة عامة ومرجعية للدولتين:
| وجه المقارنة                                              | سيراليون       | مالطا                                                     |
| --------------------------------------------------------- | -------------- | --------------------------------------------------------- |
| المساحة (كم2)                                             | 71.74 ألف      | 316                                                       |
| عدد السكان (نسمة)                                         | 7.56 مليون     | 465.29 ألف                                                |
| الكثافة السكانية (ن./كم²)                                 | 105.38         | 147.24 ألف                                                |
| العاصمة                                                   | فريتاون        | فاليتا                                                    |
| اللغة الرسمية                                             | لغة إنجليزية   | اللغة المالطية، لغة إنجليزية                              |
| العملة                                                    | ليون سيراليوني | يورو، ليرة مالطية                                         |
| الناتج المحلي الإجمالي (بليون دولار)                      | 3.77 مليار     | 12.54 مليار                                               |
| الناتج المحلي الإجمالي (تعادل القوة الشرائية) بليون دولار | 10.13 مليار    | 14.68 مليار                                               |
| الناتج المحلي الإجمالي الاسمي للفرد دولار أمريكي          | 653            | 22.60 ألف                                                 |
| الناتج المحلي الإجمالي للفرد دولار أمريكي                 | 1.97 ألف       |                                                           |
| مؤشر التنمية البشرية                                      | 0.413          | 0.839                                                     |
| رمز المكالمات الدولي                                      | +232           | +356                                                      |
| رمز الإنترنت                                              | .sl            | .mt                                                       |
| المنطقة الزمنية                                           | 00             | توقيت وسط أوروبا، ت ع م+01:00، ت ع م+02:00، أوروبا/مالطا ‏ |

## منظمات دولية مشتركة
يشترك البلدان في عضوية مجموعة من المنظمات الدولية، منها:
| علم المنظمة | اسم المنظمة                               | تاريخ انضمام سيراليون | تاريخ انضمام مالطا |
| ----------- | ----------------------------------------- | --------------------- | ------------------ |
|             | يونسكو                                    | 28 مارس 1962          | 10 فبراير 1965     |
|             | مؤسسة التمويل الدولية                     | 10 سبتمبر 1962        | 1 يونيو 2005       |
|             | منظمة حظر الأسلحة الكيميائية              | ?                     | ?                  |
|             | الأمم المتحدة                             | 27 سبتمبر 1961        | 1 ديسمبر 1964      |
|             | الاتحاد الدولي للاتصالات                  | 30 ديسمبر 1961        | 1965               |
|             | منظمة الشرطة الجنائية الدولية             | ?                     | ?                  |
|             | البنك الدولي للإنشاء والتعمير             | 10 سبتمبر 1962        | 26 سبتمبر 1983     |
|             | الاتحاد البريدي العالمي                   | ?                     | ?                  |
|             | المركز الدولي لتسوية المنازعات الاستشارية | 14 أكتوبر 1966        | 3 ديسمبر 2003      |
|             | وكالة ضمان الاستثمار متعدد الأطراف        | 20 يونيو 1996         | 12 سبتمبر 1990     |
|             | منظمة التجارة العالمية                    | ?                     | ?                  |
|             | دول الكومنولث                             | 1961                  | ?                  |

## وصلات خارجية
- موقع وزارة الخارجية المالطية